# Pieve di Santa Maria (Roselle)
La pieve di Santa Maria a Roselle, denominata anche La Canonica e storicamente nota come Cattedrale di Roselle, è un edificio religioso situato nel comune di Grosseto. La sua esatta ubicazione è nei pressi dell'area archeologica di Roselle, nella parte nord-orientale del territorio comunale, sulle pendici collinari di Poggio Mosconcino, su una piccola altura denominata La Canonica: la sua ubicazione era fuori dall'antica città, contrariamente a quello che possa lasciare ipotizzare la sua denominazione.
L'edificio religioso, risalente al periodo medievale, era originariamente la cattedrale di Roselle, fino al definitivo trasferimento della sede vescovile a Grosseto (1138). In seguito, la chiesa divenne la pieve di riferimento per l'area compresa tra l'antica città di Roselle e il Tino di Moscona, insediamento fortificato situato alla sommità dell'omonimo poggio. L'esistenza del luogo di culto era già accertata in documenti risalenti agli inizi del XII secolo, non potendo essere esclusa un'origine antecedente probabilmente altomedievale. Tra la seconda metà del Duecento e gli inizi del Trecento la chiesa è citata nelle Rationes Decimarum come pieve autonoma. In seguito, il luogo di culto seguì un destino simile a quello della pieve di Santa Maria a Civita situata nel cuore dell'antica città etrusco-romana all'interno delle Mura di Roselle. Il definitivo abbandono di Roselle ebbe ripercussioni anche sui vicini insediamenti, comportando anche un inesorabile declino per questo edificio religioso, il cui definitivo abbandono è databile tra il tardo Medioevo e il primo periodo rinascimentale: in epoca tardocinquecentesca la chiesa risultava già in rovina.
La pieve di Santa Maria a Roselle conserva i suoi resti archeologici con strutture murarie in conci di malta, in un'area in cui sono state scoperte varie tombe etrusco-romane. Dall'analisi dei suoi resti è possibile stabilire le notevoli dimensioni dell'edificio religioso, che si presentava a pianta basilicale suddivisa in tre navate, con transetto, abside semicircolare e una torre campanaria a sezione quadrata che si elevava accanto al fianco destro. Il complesso religioso includeva anche una canonica annessa, che ha conferito la denominazione al toponimo e alla struttura religiosa stessa e che in passato doveva essere la residenza dei vescovi dell'antica diocesi rosellana.